# Morris Barney Dalitz
Morris Barney „Moe“ Dalitz (* 25. Dezember 1899 in Boston, Massachusetts; † 31. August 1989) war ein US-amerikanischer Mobster und wird heute der sogenannten Kosher Nostra zugerechnet. Seine Rolle bei der Entwicklung von Las Vegas trug ihm die Betitelung als „Mr. Las Vegas“ ein.

## Leben

### Frühe Jahre
Moe wuchs in Michigan auf und arbeitete zunächst in der elterlichen Wäscherei. Nach Beginn der Alkoholprohibition wurde auch er 1919 zu einem Alkoholschmuggler, wobei sich sein Zugriff auf Wäscherei-Lieferwagen als nützlich erwies.
Er wurde schnell zu einem führenden Mitglied des sogenannten „Cleveland Syndicate“ in Ohio, welches für sein gewalttätiges und kriminelles Vorgehen berüchtigt war. Partner von Moe waren vor allem Louis „Lou Roddy“ Rothkopf, Leo „Charles Polizzi“ Berkowitz, Morris Kleinman und Sam A. Tucker.
Sie operierten etwa im Gebiet zwischen Cleveland, Detroit in Michigan und Ann Arbor in Michigan und waren eines der Glieder in der Schmugglerkette, die Alkohol von Kanada und Mexiko in die Vereinigten Staaten brachte; insbesondere unterhielten sie Verbindung zum „Maceo syndicate“ in Mexiko.
Moe unterhielt auch enge Verbindungen ins Little Italy von Cleveland, vor allem im Gebiet der Murray Hill und Mayfield Road. Dabei arbeitete er mit den Brüdern Fred „Freddy“ King und John „Johnny King“ Angersola, Alfred „The Owl“ Polizzi, sowie den Brüdern Frank und Anthony Milano zusammen.
Moe investierte seine illegalen Gewinne auch in legale Geschäfte, betrieb aber z. B. auch viele illegale Kasinos in Cleveland.

### Las Vegas
In den 1940er Jahren investierte Moe Dalitz in Las Vegas in das Desert Inn, da der eigentliche Erbauer Wilbur Clark insolvent geworden war. Als das Desert Inn 1950 eröffnete, blieb Clark das offizielle Gesicht im Vordergrund und Dalitz trat als wahrer Eigentümer im Hintergrund. Nach dem Tod von Tony Cornero hielt er auch für einige Zeit die Fäden des Stardust in den Händen.
Howard Hughes war 1966 nach Las Vegas gekommen und hatte zwei komplette Etagen angemietet. Am 1. März 1967 verkaufte Dalitz das Desert Inn für 13 Mio. US-Dollar an Hughes, da Dalitz die Unterwanderung der Kasinos in Las Vegas durch die La Cosa Nostra für nicht mehr tragbar hielt. Dies war der Beginn weiterer Käufe ähnlicher Komplexe durch Hughes in Las Vegas.

## Späte Jahre
Auch danach stand Dalitz unter ständiger Beobachtung der Strafverfolgungsbehörden, da er Verbindungen zu dem Gewerkschafter Jimmy Hoffa und dem Produzenten Lew Wasserman von der Music Corporation of America unterhielt, gegen die staatliche Untersuchungen liefen. Hoffa hatte seine Verbindung zu Dalitz zugegeben; Wassermann hatte in einem Club in Cleveland angefangen, den Dalitz und seine Geschäftsfreunde betrieben.
Das FBI ging auch von einer führenden Rolle von Dalitz im Umfeld von Meyer Lansky aus.
In den 1970er Jahren wurde Dalitz im Penthouse Magazine durch einen Artikel von Lowell Bergman extrem diffamiert, der sich mit dem Rancho La Costa beschäftigte, einem exclusiven Country Club in Kalifornien, welcher mit Geldern der Teamsters errichtet worden war.
Dalitz unterstützte Paul Laxalt – Senator von Nevada – mit tausenden von US-Dollar als Wahlkampfhilfe.

## Adaptionen
- 2005: Las Vegas: An Unconventional History